# Підземне сховище етилену у Вір'я
Підземне сховище етилену у Вір'я — розташований на сході Франції об'єкт інфраструктури, призначений для обслуговування підприємств нафтохімічної промисловості.
Зберігання етилену відбувається у створених шляхом розмивання сольових двох підземних кавернах, котрі здатні вмістити 150 тисяч м3 (48 тисяч тонн) зазначеного олефіну. В процесі  операційної діяльності у сховищі провадиться регулювання тиску шляхом закачування або відкачування сольового розчину. Зберігання останнього з початку діяльності у 1970-х здійснювалось в чотирьох ставках із глиняною ізоляцією розмірами130х75 метрів. На початку 2010-х додали п'ятий збільшеного розміру — 2 гектари — з геомембранним покриттям (таке ж облаштували у трьох існуючих басейнах).    
Сховище сполучене з рядом нафтохімічних підприємств за допомогою етиленопроводів, зокрема із піролізними установками Фейзені, Лавері та Берр через Фейзен — Жаррі/Таво та майданчиком у Карлені через Вір'я — Карлен.